# Konstruktywizm społeczny
Konstruktywizm społeczny, konstrukcjonizm społeczny – kierunek, który wyodrębnił się z socjologii wiedzy i upowszechnił się wraz z rozkwitem teorii postmodernistycznej, zasadzający się na przekonaniu, że ludzie postrzegają rzeczywistość poprzez pryzmat swojej kultury i doświadczeń, przypisując temu, co odnotowują, określone znaczenia, i w związku z tym nikt nie może zaobserwować obiektywnej rzeczywistości, oderwanej od nadawanych znaczeń i kontekstów.

## Początki konstruktywizmu[1]
- „Człowiek podlega nie rzeczom, ale poglądom na ich temat”

– Epiktet Encheiridion (I w p.n.e.)
- „Wiedzieć to znaczy czynić”

– Giambattista Vico Nauka nowa (Scienca Nuova) (1725)
- „Umysł nie jest pasywny jak wosk, ale jest aktywnym organem, który przekształca chaotyczną wielorakość

doświadczeń w uporządkowane jednostki myśli”
– Immanuel Kant Krytyka czystego rozumu (1781)
- „Myśli nie odzwierciedlają rzeczywistości, a rolą funkcji umysłowych jest działanie i konstruowanie znaczeń”

– Hans Vaihinger The Philosophy of ‘as if‘ (1924)

## Charakterystyka nurtu
Konstruktywizm zwany jest też czasami nieklasyczną socjologią wiedzy. O ile klasyczna socjologia wiedzy zakłada istnienie pewnej obiektywnej rzeczywistości (prawdy), która jednak jest trudno poznawalna z uwagi na społeczne uwarunkowania, to nieklasyczna socjologia wiedzy kwestionuje także istnienie obiektywnej, uniwersalnej prawdy czy też zewnętrznej wobec badacza rzeczywistości (kwestionowanie to rozciąga się także na wiedzę powstającą w obrębie nauk ścisłych). W świetle konstruktywizmu taka obiektywnie dana rzeczywistość jest w istocie skonstruowana społecznie.
Podstawowym założeniem społecznego konstrukcjonizmu jest to, że świat zawsze postrzegany jest w sposób subiektywny (na przykład zupełnie czymś innym jest sztucer dla dziecka, dla myśliwego czy dla żołnierza). Postrzeganie fenomenów społecznych jest zinstytucjonalizowane przez interakcje między ludźmi. Rzeczywistość społeczna jest kreowana w procesie jej bezustannej interpretacji.
Gdy ludzie wchodzą między sobą w interakcje, wymieniają się swoimi wizjami rzeczywistości i działają w oparciu o pewien konsensus. To, co istnieje, a co nie istnieje w uznaniu członków społeczności, jest ściśle zdeterminowane przez przekonania jednostkowe dzielone w kontaktach z innymi.
Badacze z nurtu konstrukcjonizmu społecznego interesują się szczególnie odkrywaniem społecznych artefaktów, konstrukcji społecznych, które traktowane są jako oczywistości, coś naturalnego. W uznaniu badaczy z tego podejścia (w przeciwieństwie do esencjalizmu) nie ma pojęć i kategorii niezależnych od społeczności (przykładowo, pojęcie „człowieka” w dużym stopniu zależy od kultury danej społeczności, kiedyś za pełnoprawnych ludzi nie byli uważani czarnoskórzy i fakt ich odmienności był powszechnie akceptowany). Pogląd ten zbliżony jest do fenomenalizmu w filozofii. Konstruktywizm nie jest jednak idealizmem i dlatego nie zakłada kreacji ex nihilo.
Do rozwoju teorii społecznego tworzenia rzeczywistości przyczyniła się w dużej mierze (w sposób niezgodny z zamiarem autorów) praca z 1966 roku The Social Construction of Reality (Społeczne tworzenie rzeczywistości) autorstwa Petera L. Bergera i Thomasa Luckmanna.
Do najbardziej znanych naukowców z nurtu konstrukcjonizmu społecznego zalicza się m.in. Karina Knorr-Cetina, Bruno Latour, Steve Woolgar, Barbara Czarniawska, Karl Weick.

## Przykłady konstruktów społecznych
Według konstruktywistów oczywiste kategorie przyrody jak gwiazdy, góry, drzewa, motyle, bakterie czy kwarki są w pewnym sensie stworzone kulturowo, gdyż natura nie istnieje poza doświadczeniem kulturowym, i nie objawia się inaczej jak tylko w wytworach kultury (szczególnie w języku). Zdaniem konstruktywistów wymienione wyżej obiekty nie istnieją więc w ogóle dopóki nie pojawią się na płaszczyźnie kultury (uzna się je za ważne, odpowiednio ponazywa).
Konstruktami ma być więc magia, religia, nauka, instytucje, zwyczaje, płeć (gender), seksualność czy emocje. Według Philippe Ariès konstruktem jest dzieciństwo (Historia dzieciństwa. Dziecko i rodzina w dawnych czasach), jak i śmierć (jej wyobrażenia i związane z nią rytuały – praca Człowiek i śmierć). Ma nim być też pojęcie narodu, które w ujęciu konstruktywistycznym opisał Benedict Anderson w pracy Wspólnoty wyobrażone, czy geografie wyobrażone o jakich pisał Edward Said.
Konstruktem ma też być rynek (wymiana rynkowa), choć we współczesnej ekonomii neo-klasycznej uznawany za oczywistość, to z punktu widzenia statystycznie ujmowanych historycznych standardów normalności jawi się raczej jako społeczna patologia. Przed przekształceniem gospodarowania w gospodarkę (i rynek), co opisał w swojej pracy Wielka transformacja Karl Polanyi, gospodarowanie wtopione było w całokształt życia społecznego i na przestrzeni wielu epok bardzo mało ludzi było zainteresowanych wymianą handlową.
W ten sam sposób konstruktywiści podchodzą do miłości erotycznej, której korzeni, w swej współczesnej formie obecnej w kulturze zachodu, doszukują się w „wynalazkach” trubadurów z XI, XII i XIII wieku.
We wspomniany tu nurt wpisują się też w zasadzie prace francuskiego filozofa i historyka Michela Foucaulta, który posługując się historycznym studium dyskursu wskazał, że wiele instytucji czy wyobrażeń, które współcześnie uznaje się za oczywiste powstało całkiem niedawno w wyniku przeobrażeń społecznych (chodzi tu między innymi o takie instytucje społeczne jak system więziennictwa, psychiatria czy medycyna).
W świetle wielu prac z zakresu historii społecznej można prześledzić jak formowały się poszczególne konstrukty społeczne i jak doszło do ich reifikacji.

## Podejścia rozróżniające konstruktywizm i konstrukcjonizm
Niektórzy autorzy rozróżniają konstruktywizm społeczny i konstrukcjonizm społeczny. Przy takim rozróżnieniu:
- konstruktywizm zakłada ograniczenia naszego postrzegania świata ze względu na właściwości biologiczne obserwatorów i różnorodność interpretacji zewnętrznego świata przez nich
- konstrukcjonizm zakłada, że rzeczywistości nie można poznać, a obserwatorzy mogą jedynie porozumiewać się między sobą na temat własnych konstruktów.

W ujęciu anegdotycznym te różnice są następujące:
- modernista (zwolennik tradycyjnej epistemologii) mówi: „Mówię o tym, co jest”
- konstruktywista: „Mówię o tym, co widzę”
- konstrukcjonista: „Nie ma świata zewnętrznego, dopóki go nie nazwę”[5].

## Krytyka konstruktywizmu
Według Grossa i Levitta podejście konstruktywistyczne, zwłaszcza w stosunku do nauki, stanowi zaprzeczenie metody naukowej i służy głównie budowaniu pseudonaukowych teorii, podporządkowanych modom lub chwilowemu interesowi politycznemu i ideologicznemu. Na pseudonaukowość konstrukcjonizmu wskazywał również Alan Sokal, według którego stanowi on porzucenie zdobyczy Oświecenia i pogrążenie się w irracjonalizmie. Jako przykład pseudointelektualnych wywodów, nastawionych wyłącznie na oczarowanie czytelnika Sokal podaje pracę Jacques’a Lacana obszernie czerpiącą z terminologii matematycznej (np. pierwiastka z –1) w sposób całkowicie bezsensowny z punktu widzenia matematyki. Według konstruktywistów takie podejście jest dopuszczalne a Lacan posługuje się symbolami matematycznymi w swoim własnym znaczeniu, nie wyjaśniając jednak celowości takiego zabiegu.